# Горачићи
Горачићи су насеље у општини Лучани, у Моравичком округу, у Србији. Према попису из 2022. било је 878 становника. У селу је рођен Будимир Давидовић, учесник Балканских и Првог светског рата.
Сеоске приче у књизи „Спомени, дужи од живота” објавио је Милоје Стевановић из овог места.
Овде се налазе црква Рођења Пресвете Богородице у Горачићима и музеј Горачићке буне.
Овде је живео Василије Живановић-Трашевић, каменорезац из 19. века.

## Демографија
У насељу Горачићи живи 1058 пунолетних становника, а просечна старост становништва износи 44,3 година (42,7 код мушкараца и 46,0 код жена). У насељу има 403 домаћинства, а просечан број чланова по домаћинству је 3,17.
Ово насеље је великим делом насељено Србима (према попису из 2002. године), а у последња три пописа, примећен је пад у броју становника.
|  |

| Демографија | Демографија | Демографија |
| Година      | Становника  | Становника  |
| ----------- | ----------- | ----------- |
| 1948.       | 2.679       |             |
| 1953.       | 2.598       |             |
| 1961.       | 2.308       |             |
| 1971.       | 2.061       |             |
| 1981.       | 1.784       |             |
| 1991.       | 1.439       | 1.436       |
| 2002.       | 1.276       | 1.314       |
| 2011.       | 1.082       |             |

| Етнички састав према попису из 2002.‍ | Етнички састав према попису из 2002.‍ | Етнички састав према попису из 2002.‍ | Етнички састав према попису из 2002.‍ | Етнички састав према попису из 2002.‍ |
| ------------------------------------ | ------------------------------------ | ------------------------------------ | ------------------------------------ | ------------------------------------ |
|                                      |                                      |                                      |                                      |                                      |
| Срби                                 | Срби                                 |                                      | 1.270                                | 99,52%                               |
| Црногорци                            | Црногорци                            |                                      | 3                                    | 0,23%                                |
| Хрвати                               | Хрвати                               |                                      | 1                                    | 0,07%                                |
| непознато                            | непознато                            |                                      | 2                                    | 0,15%                                |

| Година пописа     | 1948. | 1953. | 1961. | 1971. | 1981. | 1991. | 2002. |
| ----------------- | ----- | ----- | ----- | ----- | ----- | ----- | ----- |
| Број домаћинстава | 461   | 456   | 478   | 485   | 487   | 428   | 403   |

| Број чланова      | 1  | 2  | 3  | 4  | 5  | 6  | 7  | 8 | 9 | 10 и више | Просек |
| ----------------- | -- | -- | -- | -- | -- | -- | -- | - | - | --------- | ------ |
| Број домаћинстава | 78 | 98 | 74 | 59 | 42 | 34 | 16 | 1 | 0 | 1         | 3,17   |

| Пол    | Укупно | Неожењен/Неудата | Ожењен/Удата | Удовац/Удовица | Разведен/Разведена | Непознато |
| ------ | ------ | ---------------- | ------------ | -------------- | ------------------ | --------- |
| Мушки  | 578    | 194              | 331          | 37             | 16                 | 0         |
| Женски | 522    | 63               | 336          | 122            | 1                  | 0         |
| УКУПНО | 1.100  | 257              | 667          | 159            | 17                 | 0         |

| Пол    | Укупно                    | Пољопривреда, лов и шумарство | Рибарство                            | Вађење руде и камена | Прерађивачка индустрија       |
| ------ | ------------------------- | ----------------------------- | ------------------------------------ | -------------------- | ----------------------------- |
| Мушки  | 377                       | 224                           | 0                                    | 0                    | 77                            |
| Женски | 265                       | 218                           | 0                                    | 0                    | 13                            |
| УКУПНО | 642                       | 442                           | 0                                    | 0                    | 90                            |
| Пол    | Производња и снабдевање   | Грађевинарство                | Трговина                             | Хотели и ресторани   | Саобраћај, складиштење и везе |
| Мушки  | 4                         | 8                             | 22                                   | 2                    | 16                            |
| Женски | 0                         | 1                             | 9                                    | 4                    | 1                             |
| УКУПНО | 4                         | 9                             | 31                                   | 6                    | 17                            |
| Пол    | Финансијско посредовање   | Некретнине                    | Државна управа и одбрана             | Образовање           | Здравствени и социјални рад   |
| Мушки  | 0                         | 4                             | 5                                    | 5                    | 3                             |
| Женски | 0                         | 1                             | 1                                    | 8                    | 4                             |
| УКУПНО | 0                         | 5                             | 6                                    | 13                   | 7                             |
| Пол    | Остале услужне активности | Приватна домаћинства          | Екстериторијалне организације и тела | Непознато            | Непознато                     |
| Мушки  | 1                         | 0                             | 0                                    | 6                    | 6                             |
| Женски | 2                         | 0                             | 0                                    | 3                    | 3                             |
| УКУПНО | 3                         | 0                             | 0                                    | 9                    | 9                             |

## Познате личности
- Раде Јоровић, певач народне музике
- Будимир Давидовић, народни херој
- Радојица Страњанчевић, народни херој
- Десимир Перишић, "прва труба" првог драгачевског сабора трубача у Гучи